# Spazio di Hausdorff

Gli intorni U e V separano i punti x e y

In topologia, uno spazio di Hausdorff, detto anche spazio separato e spesso abbreviato con T2, è uno spazio topologico nel quale per due punti distinti si possono sempre trovare degli intorni aperti disgiunti. Il nome è in onore del matematico tedesco Felix Hausdorff, 1868-1942.
La maggior parte degli spazi considerati in analisi matematica è di Hausdorff, tanto che Felix Hausdorff incluse l'assioma di separazione nella sua definizione originaria di spazio topologico (1914). Successivamente però si è mostrato utile considerare anche spazi non separati.
Inoltre, il prodotto di ogni famiglia di spazi di Hausdorff è uno spazio di Hausdorff.

## Definizione
Uno spazio di Hausdorff è uno spazio topologico che soddisfa il seguente assioma di separazione: 
{\displaystyle \forall \,x,y\in X\,|\,x\neq y\,\exists \,U,V{\text{ intorni aperti di }}x,y\,|\,U\cap V=\varnothing }.
Uno spazio di Hausdorff è anche uno spazio T1, infatti basta dimostrare che i punti sono chiusi: ma questo è vero poiché esistono degli intorni disgiunti del punto in questione e di qualunque punto dell'insieme complementare e dunque il complementare è intorno di ogni suo punto, allora è aperto e il singolo punto è un chiuso.

## Esempi
I numeri reali, con la ordinaria topologia in cui gli insiemi aperti sono esattamente tutte le unioni arbitrarie di intervalli aperti, sono uno spazio di Hausdorff: Dati due numeri reali distinti x e y, x≠y, sia d = |x - y| / 2 la metà della loro distanza; allora gli intervalli U = ]x - d, x + d[ e V = ]y - d, y + d[ sono intorni disgiunti di x e y.
Un ragionamento simile mostra che ogni spazio metrico, quindi in particolare anche ogni spazio euclideo, è uno spazio di Hausdorff: dati due punti, si considerano le sfere aperte attorno a questi punti con raggio uguale alla metà della loro distanza; la disuguaglianza triangolare assicura che le due sfere sono disgiunte.
Non tutti gli spazi topologici sono di Hausdorff: un controesempio semplice è dato da uno spazio di almeno due punti X dotato della topologia banale {∅, X}. Un controesempio più interessante è la topologia di Zariski in geometria algebrica.